# Жупа (Караш-Северин)
Жупа (рум. Jupa) насеље је у Румунији у жупанији Караш-Северин у граду Карансебешу. Oпштина се налази на надморској висини од 187 m.

## Прошлост
По "Румунској енциклопедији" место се први пут помиње 1369. године. У атару села су остаци великог римског утврђења Тибискум.
Аустријски царски ревизор Ерлер је 1774. године констатовао да место "Шупа" припада Букошничком округу, Карансебешког дистрикта. Становништво је било претежно влашко.

## Становништво
Према подацима из 2002. године у насељу је живело 578 становника.

### Попис2002.
| Расподела становништва по националности 2002.‍ | Расподела становништва по националности 2002.‍ | Расподела становништва по националности 2002.‍ | Расподела становништва по националности 2002.‍ | Расподела становништва по националности 2002.‍ |
| --------------------------------------------- | --------------------------------------------- | --------------------------------------------- | --------------------------------------------- | --------------------------------------------- |
|                                               |                                               |                                               |                                               |                                               |
| Румуни                                        | Румуни                                        |                                               | 442                                           | 77,1%                                         |
| Мађари                                        | Мађари                                        |                                               | 18                                            | 3,1%                                          |
| Роми                                          | Роми                                          |                                               | 16                                            | 2,8%                                          |
| Украјинци                                     | Украјинци                                     |                                               | 49                                            | 8,6%                                          |
| Немци                                         | Немци                                         |                                               | 18                                            | 3,1%                                          |
| Чеси                                          | Чеси                                          |                                               | 30                                            | 5,2%                                          |